# Di Giorgio (guitare)

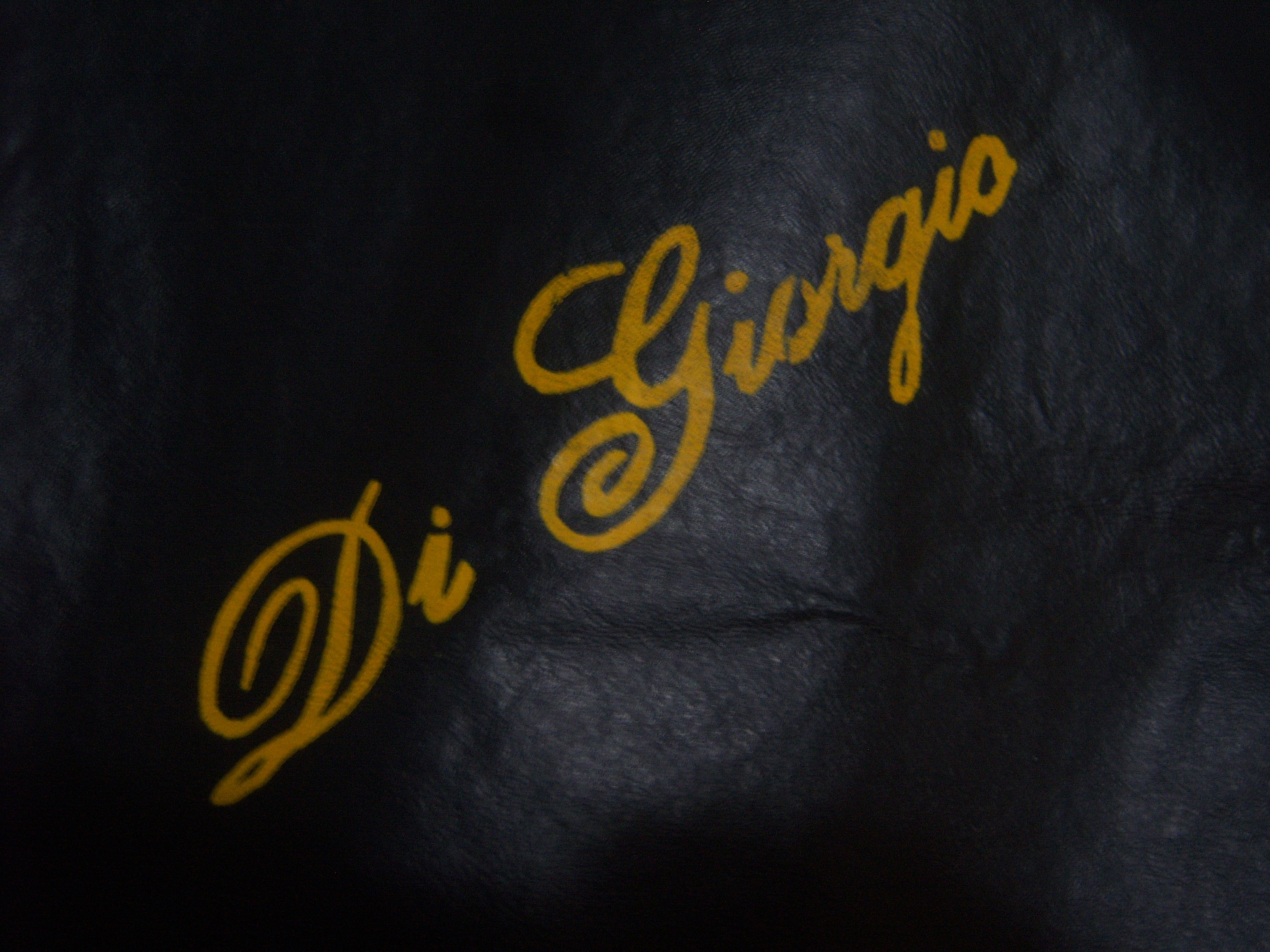
Logo de Di Giorgio

Di Giorgio est un fabricant de guitares brésilien.
Les guitares Di Giorgio sont les préférées des grands de la Bossa Nova : João Gilberto, Baden Powell...
En 1969, l'atelier Di Giorgio de Sao Paulo exportait plus de 2 000 guitares par mois en Europe et aux États-Unis.